# Stellantis

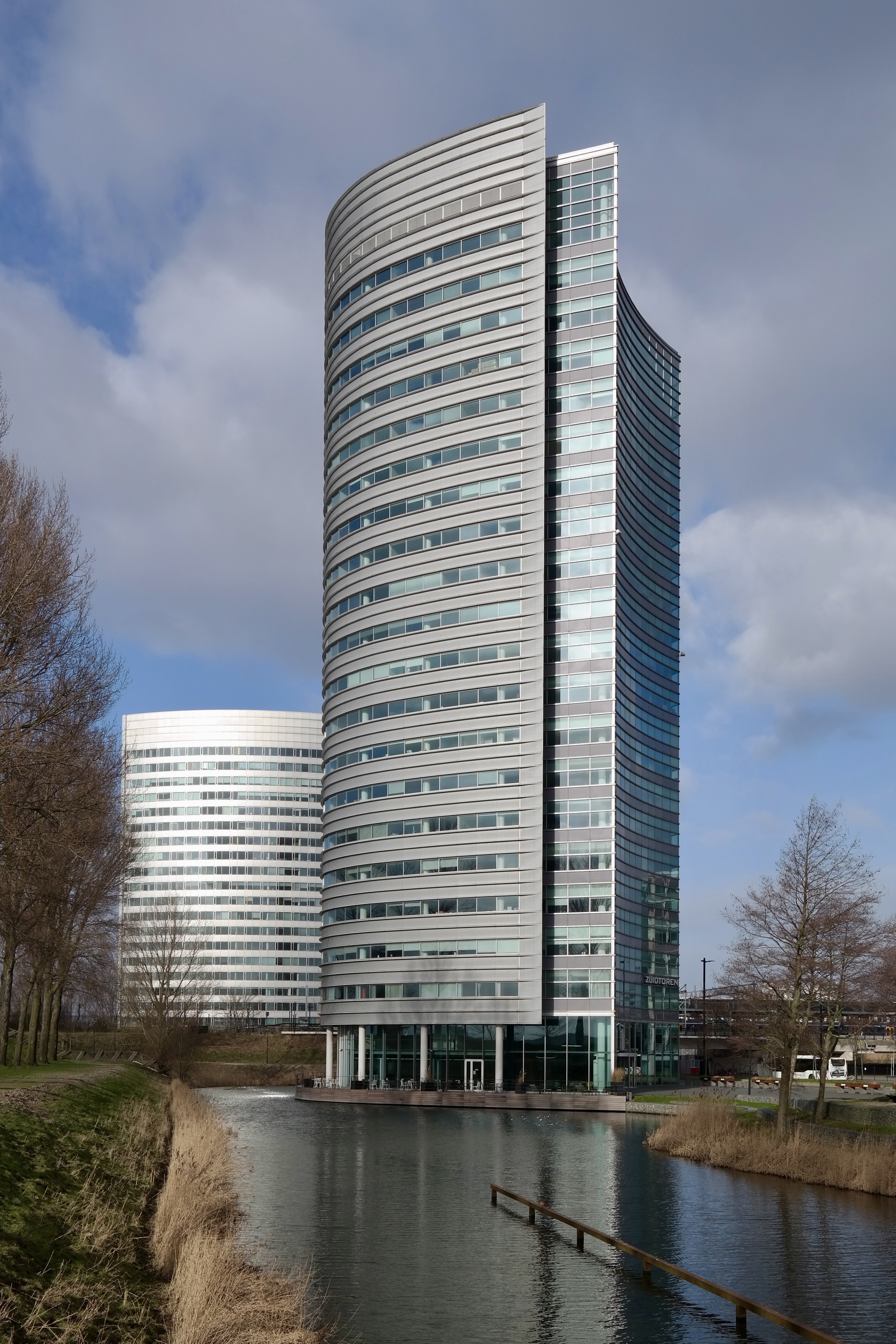
Sede do grupo em Hoofddorp

Stellantis é um conglomerado automotivo franco-ítalo-americano multinacional formado a partir da união da montadora ítalo-americana Fiat Chrysler Automobiles com a montadora francesa PSA Group, após a conclusão de um acordo de fusão 50–50. A sua sede localiza-se em Hoofddorp, nos Países Baixos. A palavra Stellantis tem suas raízes no verbo latino stello que significa "iluminar com estrelas".
Registrado nos Países Baixos, o conglomerado projeta, fabrica e vende automóveis de 15 marcas: Abarth, Alfa Romeo, Chrysler, Citroën, Dodge, DS, Fiat, Jeep, Lancia, Maserati, Opel, Peugeot, Ram, Vauxhall e mais recentemente Leapmotor com presença em mais de 130 países e produção em 30 países.
O nome Stellantis é usado exclusivamente como uma marca corporativa, enquanto os nomes e logotipos das marcas constituintes do grupo permanecem inalterados.
Em termos de vendas globais de veículos em 2023, a Stellantis foi a quarta maior montadora do mundo atrás da Toyota, Volkswagen e Hyundai.

## História
No início de 2019, a FCA buscou uma fusão com o grupo frances Renault, e entrou em um acordo provisório com a empresa. Entretanto, o governo francês não deu suporte ao acordo e a proposta foi retirada.
Na sequência, a FCA buscou o PSA. A fusão, oficialmente assinada em dezembro de 2019, criou a quarta maior montadora do mundo em volume e resultou em uma economia de custo anual de cerca de € 3,7 bilhões, ou US$ 4,22 bilhões.
Em 21 de dezembro de 2020, a Comissão Europeia anunciou a aprovação da fusão, enquanto impôs mínimas condições visando assegurar a competitividade no setor.
A fusão foi confirmada em 4 de janeiro de 2021, após voto dos acionistas de ambas as empresas, e o acordo foi completado em 16 de janeiro de 2021. A empresa combinada tem suas ações negociadas na Borsa Italiana e na Euronext Paris desde 18 de janeiro de 2021, enquanto a listagem na Bolsa de Valores de Nova Iorque ocorreu em 19 de janeiro de 2021, usando o símbolo "STLA".

## Estrutura
Em 2021, o portfólio de marcas da Stellantis é:
| Marca                  | Fundada                          | Diretor atual          |
| ---------------------- | -------------------------------- | ---------------------- |
| Abarth                 | 1949                             | Luca Napolitano        |
| Alfa Romeo             | 1910                             | Timothy Kuniskis       |
| Chrysler               | 1925                             | Timothy Kuniskis       |
| Citroën                | 1919                             | Vincent Cobée          |
| Dodge                  | 1914                             | Timothy Kuniskis       |
| DS Automobiles         | 2014 (separada da marca Citroën) | Béatrice Foucher       |
| Fiat/Fiat Professional | 1899/2007                        | Olivier François       |
| Jeep                   | 1941                             | Christian Meunier      |
| Lancia                 | 1906                             | Antonella Bruno        |
| Maserati               | 1914                             | Davide Grasso          |
| Opel                   | 1862                             | Michael Lohscheller    |
| Peugeot                | 1810                             | Jean-Philippe Imparato |
| RAM                    | 2009 (separada da marca Dodge)   | Michael Koval          |
| Vauxhall               | 1903                             | Stephen Norman         |

## Proprietários
Seguindo o acordo de fusão de 50% da FCA e 50% da PSA, os proprietários são:
- Exor: 14.4%
- Família Peugeot: 7.2%
- Estado da França: 6.2%
- Dongfeng Motor Group: 5.6%
- Tiger Global: 2.4%
- UBS Securities: 1.6%
- The Vanguard Group: 0.96%

## Plantas de Montagem Atualmente

### América do Sul
| País      | Nome                            | Localização | Data abertura | Carros Produzidos Atualmente                                                                                    |
| --------- | ------------------------------- | ----------- | ------------- | --- |
| Argentina | Planta El Palomar               | El Palomar  | 1960          | - Peugeot 208 - Peugeot 2008                                                                                    |
| Argentina | Planta Ferreyra                 | Córdoba     | 1958          | - Fiat Cronos                                                                                                   |
| Brasil    | Montadora Stellantis Betim      | Betim       | 1976          | - Fiat Argo - Fiat Pulse - Fiat Fastback - Fiat Cronos - Fiat Fiorino (327) - Fiat Mobi - Fiat Strada - Ram 700 |
| Brasil    | Montadora Stellantis Goiana     | Goiana      | 2015          | - Fiat Toro/Ram 1000 - Jeep Commander - Jeep Compass - Jeep Renegade - Ram Rampage                              |
| Brasil    | Montadora Stellantis Porto Real | Porto Real  | 2001          | - Citroën C3 - Citroën C3 Aircross - Citroën C4 Cactus                                                          |

## Sustentabilidade
A Stellantis tem a sustentabilidade como um dos pilares centrais da sua estratégia empresarial, com o compromisso de liderar a transição para um futuro mais sustentável na indústria automóvel. Para atingir este objetivo, o grupo lançou o programa Dare Forward, que estabelece como metas a redução das emissões de carbono e a neutralidade carbónica até 2038.  Este plano integra a sustentabilidade em todas as áreas de operação, desde a produção até à gestão de recursos e o pós-venda.
Como parte da sua visão de economia circular, a Stellantis criou a divisão SUSTAINera, um ecossistema integrado que promove a reparação, reutilização, reconstrução e reciclagem de componentes automóveis. Através da estratégia "4R" (Reman, Repair, Reuse, Recycle), a SUSTAINera visa prolongar o ciclo de vida das peças e reduzir significativamente a utilização de recursos naturais.  Estas práticas contribuem não só para a diminuição de resíduos, mas também para a proteção do meio ambiente e para a criação de soluções acessíveis para os consumidores.
Adicionalmente, a Stellantis expandiu as suas operações na economia circular com a aquisição da plataforma B-Parts em 2020. Especializada na venda de peças automóveis usadas, a B-Parts reforça a estratégia do grupo ao disponibilizar soluções económicas e sustentáveis no mercado de pós-venda. 